# Italochrysa insignis
Italochrysa insignis là một loài côn trùng trong họ Chrysopidae thuộc bộ Neuroptera. Loài này được Walker miêu tả năm 1853.